# Calanoides carinatus
Calanoides carinatus is een eenoogkreeftjessoort uit de familie van de Calanidae. De wetenschappelijke naam van de soort is voor het eerst geldig gepubliceerd in 1849 door Kroyer.